# Gypsophila struthium
Gypsophila struthium là loài thực vật có hoa thuộc họ Cẩm chướng. Loài này được Loefl. mô tả khoa học đầu tiên năm 1758.